# Cystocèle
 Mise en garde médicale
Une cystocèle caractérise une hernie d'une partie ou de la totalité de la vessie, la plupart du temps dans le vagin. Certaines femmes n'ont aucun symptôme. La cause habituelle est l'affaiblissement des muscles et tissu conjonctif entre la vessie et le vagin. Le diagnostic est souvent basé sur les symptômes et l'examen par le gynécologue. Dans certains cas, une intervention chirurgicale est effectuée pour corriger la cystocèle. Environ un tiers des femmes de plus de 50 ans sont touchées dans une certaine mesure.
Trois types de cystocèle existent. Ce sont le défaut de la ligne médiane, le défaut paravaginal et le défaut transversal. Ceux-ci sont causés par des échecs de fixation de la paroi vaginale. Le défaut de la ligne médiane est causé par un étirement excessif de la paroi vaginale. Le défaut paravaginal est la perte de la fixation de l'arcus tendineus fascia pelvis. Le défaut transverse est quand le  fascia pubocervical se détache de l'apex du vagin. Il y a un certain prolapsus pelvien chez 40 à 60% des femmes qui ont accouché.